# Утуфуа
Утуфуа (уолл. Utufua) — деревня на Уоллис и Футуна. Она расположена в районе Муа, королевстве Увеа, на юге острова Увеа. Находится недалеко на западе от столицы района, города Мала'эфо'оу.

## Население
Согласно переписи населения 2018 года, население деревни составляло 602 человека. Ещё в 2013 году население составляло 615 человек.